# 大布布尼
50°50′53″N 33°15′29″E / 50.84806°N 33.25806°E
大布布尼（烏克蘭語：Великі Бубни）是位於烏克蘭東北部的村莊，由蘇梅州羅姆內區的羅姆內市鎮負責管轄。該村處於羅緬河右岸，分別距離波薩德、莫基伊夫卡和扎伊茲德1公里，海拔高度142米，2021年人口1,064。